# Perforin
Perforin (PRF1) ist ein zytolytisches Protein, welches in Granula der cytotoxischen T-Zellen (CD8 positiven T-Lymphozyten) und NK-Zellen gefunden werden kann. Bei der Degranulation perforiert es die Zellmembran der Zielzelle und formt eine Pore. Durch diese Pore dringen Granzyme B in die Zielzelle ein und lösen eine Apoptose aus. Bei der Immuntherapie wird die Generierung von Perforin  zur Tumorbekämpfung genutzt.
Mutationen im PRF1-Gen können hämophagozytische Lymphohistiozytose Typ 2 (FHL2) verursachen.